# 本溪广播电视台
本溪广播电视台是中国辽宁省本溪市的地市级国营广播电台兼电视台。本溪广播电视台由本溪电视台与本溪人民广播电台于2009年合并组成，目前拥有2套电视节目和3套广播频率。信号覆盖本溪市及辽宁省东部市县，覆盖人口约500万人。

## 历史

### 本溪人民广播电台
现今的本溪人民广播电台是在原营口人民广播电台的基础上成立的。1950年，原营口人民广播电台撤销，全体人员和设备搬迁至本溪，在此基础上成立了本溪人民广播电台，并于当年12月25日进行了第一次试播。1951年1月1日，本溪人民广播电台正式开始播音，频率1243kc，功率200W，7月1日改用1340kc。1954年辽东省、辽西省以及原属中央直辖市的沈阳、鞍山、抚顺、本溪合并为辽宁省之后，原辽东台的2kW发射机划拨给本溪电台。1960年元旦，本溪台购置的国产7.5kW发射机投入使用；同年7月1日，本溪电台第二台开播，频率1050kc，后因国民经济调整于1962年7月1日停播。:971964年4月22日，本溪电台频率改为1300kc。
“文化大革命”期间，1967年2月15日，本溪军分区军管小组进驻电台，本溪电台停播自办节目，全天转播中央人民广播电台节目。1968年7月1日，本溪电台恢复自办《本市新闻》节目。
1983年，本溪台购入一台10kW发射机，同年10月正式投入使用，频率改为1296kHz并沿用至今。:97此后本溪电台又先后开办了经济台、交通台（二者后来合并为交通经济台，现为本溪经济广播）、生活娱乐台（生活广播）、评书故事台（后改为城乡广播，现已停播）等频率。

### 本溪电视台

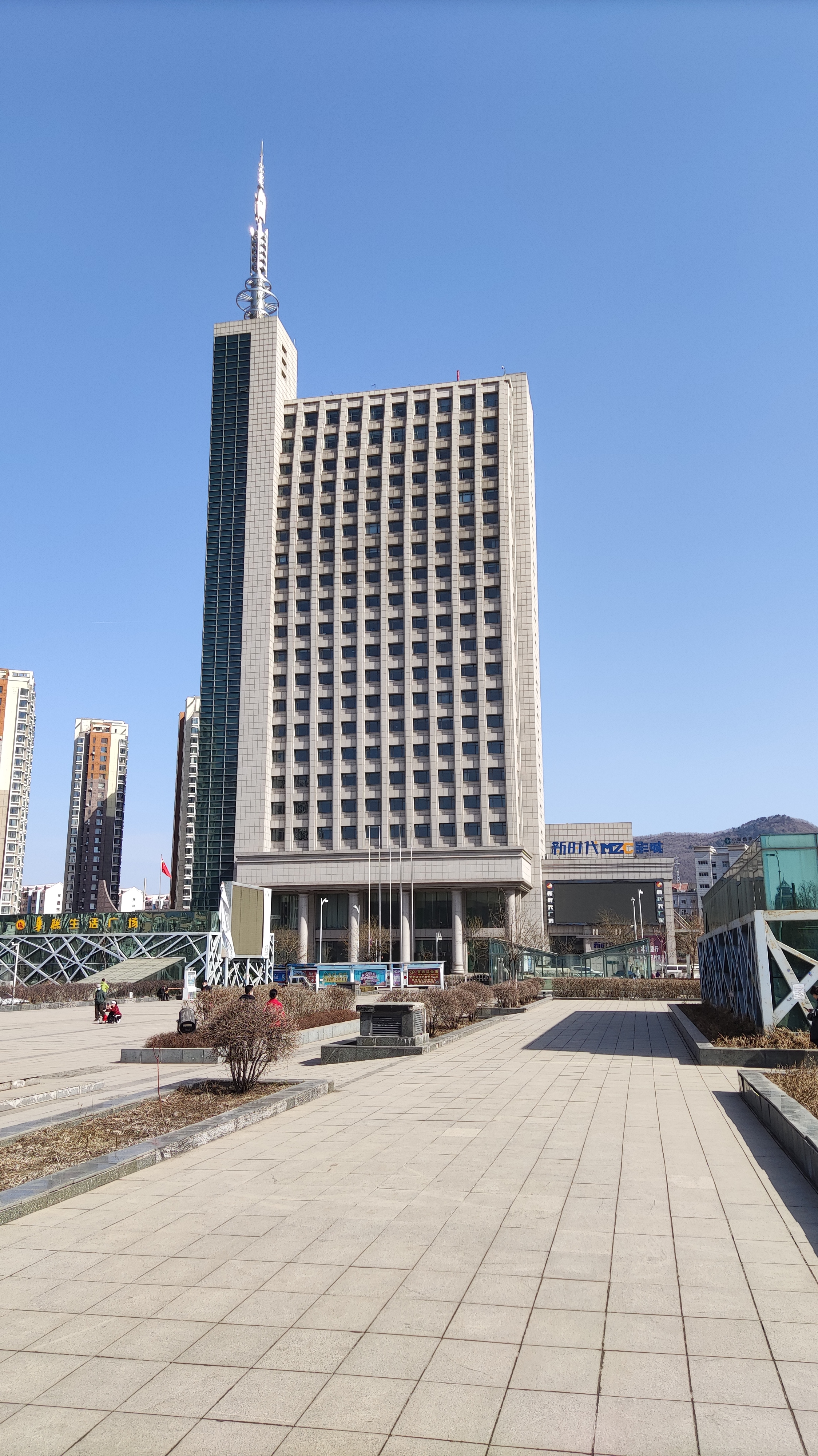
本溪广电大厦，是本溪广播电视台、本溪市融媒体中心及本溪市广播电视局所在地。原址为已拆除的辽宁省309中波台。

1960年7月，经本溪市人民委员会和中央广播事业局批准，本溪电视台开始筹建。1961年5月1日，本溪电视台开始通过1频道（中国标准，下同）试播，同年10月1日起每周试播一次，发射功率75W，发射地点位于北地电台院内，内容有市内新闻、电影等。1962年3月9日，因国民经济调整，本溪电视台按照中共辽宁省委宣传部的指示停播。:200
1970年7月，本溪市广播电视主管机关在市区最高点平顶山的驻军营房安装了黑白电视发射设备，9月15日起使用1频道转播北京台和辽宁台电视节目，每周一、三、五播出，功率200W。1975年9月，本溪台购入一台黑白彩色兼容电视发射机，仍使用1频道转播中央和省台电视节目。:2001979年，本溪广播电视大学成立，本溪电视转播台白天转播电视大学的远程教育节目，晚间转播中央及省台节目。:327-328
1980年，本溪市府在平顶山兴建了新的发射站。1981年3月，本溪台购置的1kW彩色电视发射机投入使用，使用6频道转播辽宁电视台节目。1982年9月17日，经原广播电影电视部批准，以本溪电视转播台为基础，成立本溪教育电视台，使用6频道播出，白天转播中央及省市远程教育节目，晚间转播辽宁电视台节目。1983年8月30日，本溪教育电视台首次播出自制节目，10月1日起每周二试播自办节目。:327-328
1983年12月17日，经原广播电影电视部批准，本溪教育电视台更名为本溪电视台，每周二试播自办节目。1984年1月1日，本溪电视台结束试播，正式开始在每周二播出电视节目。1985年4月27日起，本溪电视台每周二、四、六晚间播出节目。:2001989年6月5日起改为每日播出，定频8频道（模拟地面电视已于2021年3月31日停播）。:10

### 广电合并后
2009年11月30日，本溪市机构编制委员会下发《关于组建本溪广播电视台的通知》（本编发〔2009〕9号），本溪电视台、本溪人民广播电台与早已名存实亡的本溪经济广播电台、本溪有线电视台正式合并为本溪广播电视台。
2017年5月10日，本溪广播电视台及本溪日报社联合组建的本溪市新时代传媒（集团）有限公司正式挂牌成立。
2023年4月20日，本溪广播电视台电视节目实现高清化播出。
2023年12月28日，本溪市融媒体中心成立。

## 旗下资产

### 现有电视频道
| 頻道名稱      | 语言   | 广播格式                    | 啟播時間 | 频道前身                 | 備註                                                                   | 備註 |
| 综合频道      | 普通話 | SD: PAL 576i 16:9 HD：1080i |          | 本溪电视台               | 本溪市第一個无线電視頻道，以新聞、時事、專題類節目為主的综合性電視頻道 |      |
| 法治·生活频道 | 普通話 | SD: PAL 576i 16:9 HD：1080i |          | 本溪有线电视台第二套节目 | 以生活服務節目和法律资讯節目為主的電視頻道                             |      |

#### 已停播频道
- 公共频道[5]，2022年8月15日停播。

### 广播频道
| 頻道名稱 | 语言   | 频率                  | 啟播時間     | 频道前身 | 備註                                                               |
| 综合广播 | 普通话 | FM 94.0MHz AM 1296kHz | 1951年1月1日 |          | 以新聞、公益、服務、監督類節目為主的綜合頻率                       |
| 经济广播 | 普通话 | FM 107.4MHz           |              |          | 主要為駕車人士服務的頻率，提供路況播報、生活及经济資訊、服務類節目 |
| 生活广播 | 普通话 | FM 98.0MHz            |              |          | 以生活資訊、服務類節目為主的頻率                                   |

调频频率通过市区平顶山发射台发射，除本溪台外还发射中央及省台节目，可有效覆盖本溪市区及周边地区。中波频率通过位于市区的辽宁省058台（东芬十六中附近）发射，同时用于发射中央台节目，功率较低，市区内亦难以接收。

#### 已停播频率
以下频率从未出现在国家新闻出版广电总局的《广播电视播出机构及频道频率名录》中，为本溪广电擅自设立的频率，目前均已停播。
- 评书故事台（曾先后使用FM 104.1MHz和AM 900kHz）
- 城乡广播（曾使用FM 104.1MHz）

### 纸媒业务
本溪广播电视台办有《本溪广播电视报》。《本溪广播电视报》创刊于1992年5月25日，原名《本溪有线电视》:28，当地民众俗称“有线报”，为本溪广播电视台旗下的综合性周报。平时出版16开24版。发行面向全辽宁省。自称是“本溪地区发行量最大的报纸”。

### 有线电视业务
本溪广播电视台还曾经是本溪有线电视网络的运营商。1991年5月13日，本溪市人民政府常务会议决定兴建本溪有线电视台，5月18日电视台台址奠基动工，11月5日开始试播。1992年3月31日，原广播电影电视部批准设立本溪有线电视台。本溪有线电视台最多时拥有两套自办节目，并转播中央、省、市及地方卫视节目。1998年1月1日，本溪有线电视台第一套、第二套节目并入本溪电视台，成为本溪电视台第二套、第三套节目，但有线台的编制直到2009年才正式撤销。:18-26之后本溪电视台又设立了“本溪有线电视网络公司”，负责本溪四个市辖区（平山、明山、溪湖、南芬）以及桓仁县的有线电视业务。2007年，本溪有线电视网络公司对全市有线电视网络进行数字化升级改造，目前本溪有线电视网络传送基本电视节目、专业付费电视频道总计100多套，还提供多媒体数据广播、NVOD等业务。2012年年底，本溪有线电视开始试播高清频道，并于次年9月正式开通，但直到2017年底才开始正式发售高清机顶盒。
2020年6月10日，本溪广播电视台与北方广电签署股权转让协议，本溪市的有线电视网络正式划归北方广电，结束了长期以来独立运营的状态。